# Anortit

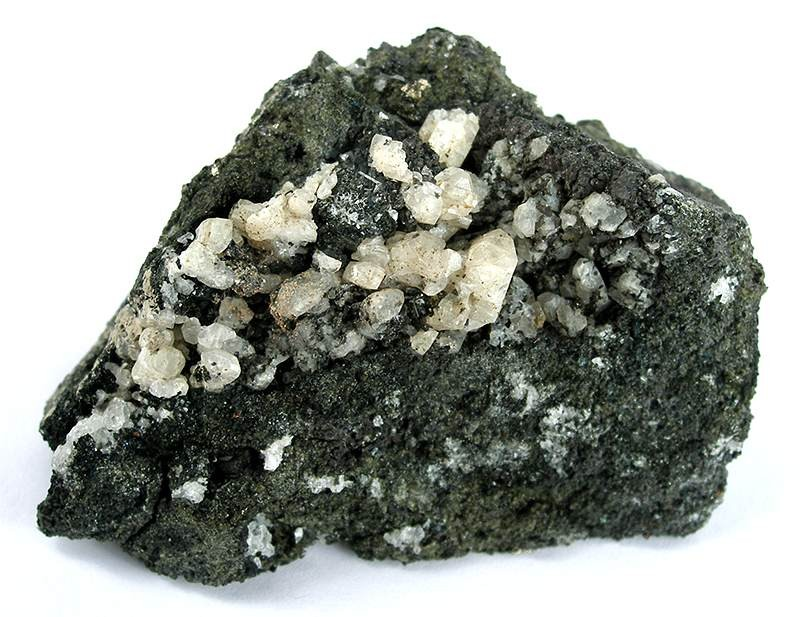
Anortit z lokality Monte Somma. (Komplex Somma-Vesuv, provincie Neapol, Kampánie, Itálie). Velikost: 6,9 x 4,1 x 3,8 cm.

Anortit, nerost CaAl2Si2O8, trojklonný, druh plagioklasu. Za anortity pokládáme plagioklasy až do obsahu 1/10 albitu – NaAlSi3O8. Plagioklasy s velkým obsahem albitové složky nazýváme bytownit. Vytváří drůzy sloupcovitých nebo tabulkovitých krystalů, často zdvojčatělých podle albitového, periklinového, karlovarského nebo manebašského zákona. Tvrdost 6; specifická hmotnost 2,75 (průměr). Bezbarvý, bílý, šedavý, načervenalý, průhledný až neprůhledný. Vyskytuje se jako podstatná součást bazických hornin. Hlavní naleziště: Vesuv, Bogoslovsk, Antily.

## Popis
Jedná se o často se vyskytující silikát ze skupiny živců v rámci minerální třídy "silikátů a germanátů".
Krystalizuje v trojklonné soustavě s idealizovaným chemickým složením Ca(Al2Si2O8) a chemicky to tedy je křemičitan hlinitovápenatý. Většinou vytváří krátké sloupcovité krystaly se skelným leskem na povrchu, ale vyskytuje se i ve formě tabulkovitých, zrnitých nebo masivních minerálních agregátů. Ve své čisté formě je bezbarvý a průhledný. V důsledku mnohonásobného lomu světla v defektech mřížky nebo polykrystalickým utváření však může být i průsvitně bílý a vlivem cizích příměsí nabývat i šedé nebo načervenalé barvy.
Je členem smíšené řady plagioklasů, která se skládá z minerálů:
- Albit: Na(AlSi3O8)[2] (0–10 % anortitu)
- (Oligoklas): (Na,Ca)(Si,Al)4O8[3] (10–30 % anortitu)
- (Andesin): (Na,Ca)[(Si,Al)4O8][3] (30–50 % anortitu)
- (Labradorit): (Ca,Na)[(Si,Al)4O8][3] (50–70 % anortitu)
- (Bytownit): (Ca,Na)[(Si,Al)4O8][3] (70–90 % anortitu)
- Anortit: Ca(Al2Si2O8) (90–100 % anortitu)

Složení jednotlivých mezičlenů bylo stanoveno libovolně, neboť jednotlivé minerály lze rozlišit pouze chemickým rozborem. Proto jsou Mezinárodní mineralogickou asociací (IMA) za samostatné minerály uznávány pouze koncové členy této skupiny, tedy albit a anortit.

## Etymologie a historie
Anortit byl poprvé nalezen v pohoří Monte Somma v Itálii a popsán v roce 1823 německým mineralogem Gustavem Rosem. Ten název minerálu odvodil z řeckého slova anorthos–kosý, šikmý a inspiroval se šikmým tvarem krystalů tohoto trojklonného minerálu.

## Klasifikace
Již v zastaralém, ale stále ještě používaném 8. vydání Systémové klasifikace minerálů podle Strunze patřil anortit do minerální třídy „silikáty a germanáty" a tam do oddělení „Gerüstsilikate (Tektosilikate)“, kde spolu s albitem, andesinem, bytownitem, labradoritem a oligoklasem spolu v příloze uvedeným reedmergneritem vytváří skupinu „Plagioklasy" se systémovým číslem VIII/F.03a v rámci rodiny živců..
Od roku 2001 platné a roku 2009 Mezinárodní mineralogickou asociací (IMA) aktualizované 9. vydání systemizace minerálů, přiřazuje anortit do poněkud odlišně definovaného oddělení „skeletových silikátů (tektosilikátů) bez zeolitické H2O“.To se ještě dále dělí podle možné přítomnosti dalších aniontů, takže minerál nalezneme podle složení s uznávanými minerály albit a reedmergnerit. S mezičleny andesin, bytownit, labradorit a oligoklas vytváří skupinu "Plagioklasy" se systémovým číslem 9.FA.35.
Klasifikace minerálů podle Dana, která se používá především v anglicky mluvícím světě, řadí anortit rovněž do třídy „silikátů a germanátů“ a tam do oddělení „skeletových silikátů s Al-Si mřížkou“. Je zařazen ve skupině „Plagioklas-Reihe“ se systémovým číslem 76.01.03 v podsekci „s mřížkou Al-Si" (Gerüstsilikate mit Al-Si-Gitter).

## Krystalová struktura
Anortit krystalizuje trojklonně v prostorové skupině P1 (prostorová skupina č. 2) mřížkové parametry: a = 8,18 Å; b = 12,88 Á; c = 14,17 Á; a = 93,2°; β = 115,8° a y = 91,2° a také osm chemických vzorců na elementární buňku.

## Vznik a naleziště

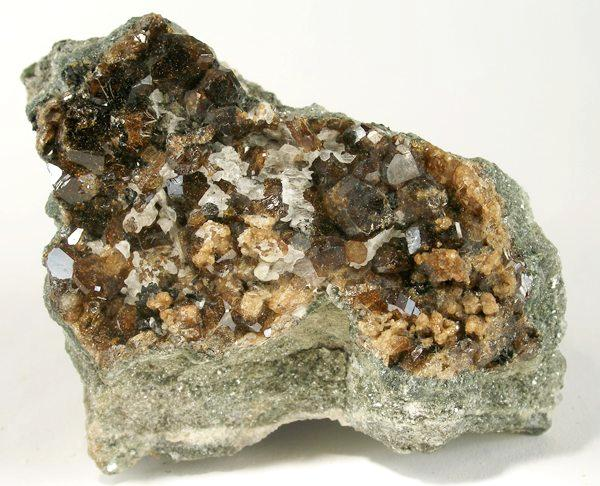
Anortit (bílý) a vesuvianit (nahnědlý) z Vesuvu, Neapol, Itálie (Velikost: 6,4 cm × 5,5 cm × 4,8 cm)

Anortit se tvoří buď magmaticky v gabru, čediči a anortozitu nebo v metamorfovaných horninách. Hornina anortozit, která tvoří významné části měsíční kůry, sestává téměř výhradně z anortitu.
Za extrémně vysokého tlaku ~29 GPa (~290 kBar), k němuž může dojít během impaktní metamorfózy při dopadu meteoritu, se plagioklas, bohatý na anortit, přemění na maskelynit, diaplektické sklo. Při ochabování tlaku může při 6–8 GPa a 1350–1000 °C s klesajícím tlakem maskelynit krystalizovat na tissintit, pyroxen se složením anortitu, který má v jedné pozici mřížky mezery.
Anortit se běžně nachází na mnoha místech, celosvětově je zdokumentováno téměř 1900 lokalit (stav k roku 2021). Kromě typové lokality Monte Somma byl v Itálii nalezen také na Vesuvu, u Osila v sardinské provincii Sassari, u Spoleta v Umbrii a na několika místech v regionech Lazio, Lombardie, Piemont, Sicílie, Trentino-Jižní Tyrolsko a Toskánsko.Za zmínku stojí také ostrov Mijakedžima v japonské prefektuře Tokio pro své vynikající nálezy krystalů anortitu až do průměru 5 cm.
Lokalita v Česku: Mladotice (u Čáslavi, okres Chrudim).
Anortit byl také zjištěn ve vzorcích hornin ze Středoatlantického hřbetu a Východopacifického hřbetu. Mimo Zemi pak vedle Měsíce také v materiálu ocasu komety Wild 2.